# PZL TS-8 Bies
TS-8 Bies – polski samolot szkolno-treningowy, produkowany w zakładach PZL, używany w lotnictwie polskim od 1957 roku do lat 70.

## Rozwój

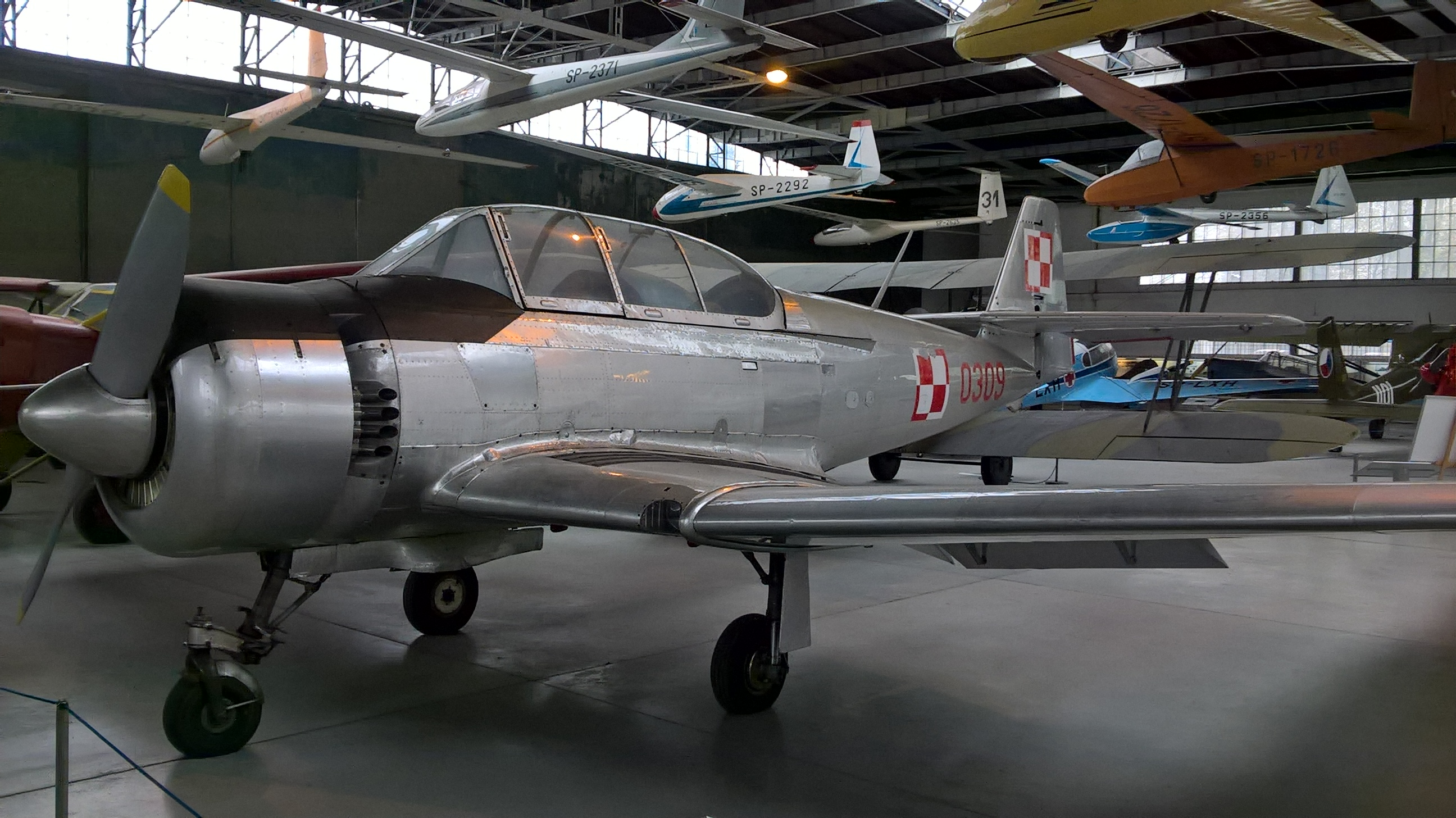
TS-8 Bies eksponowany w MLP w Krakowie

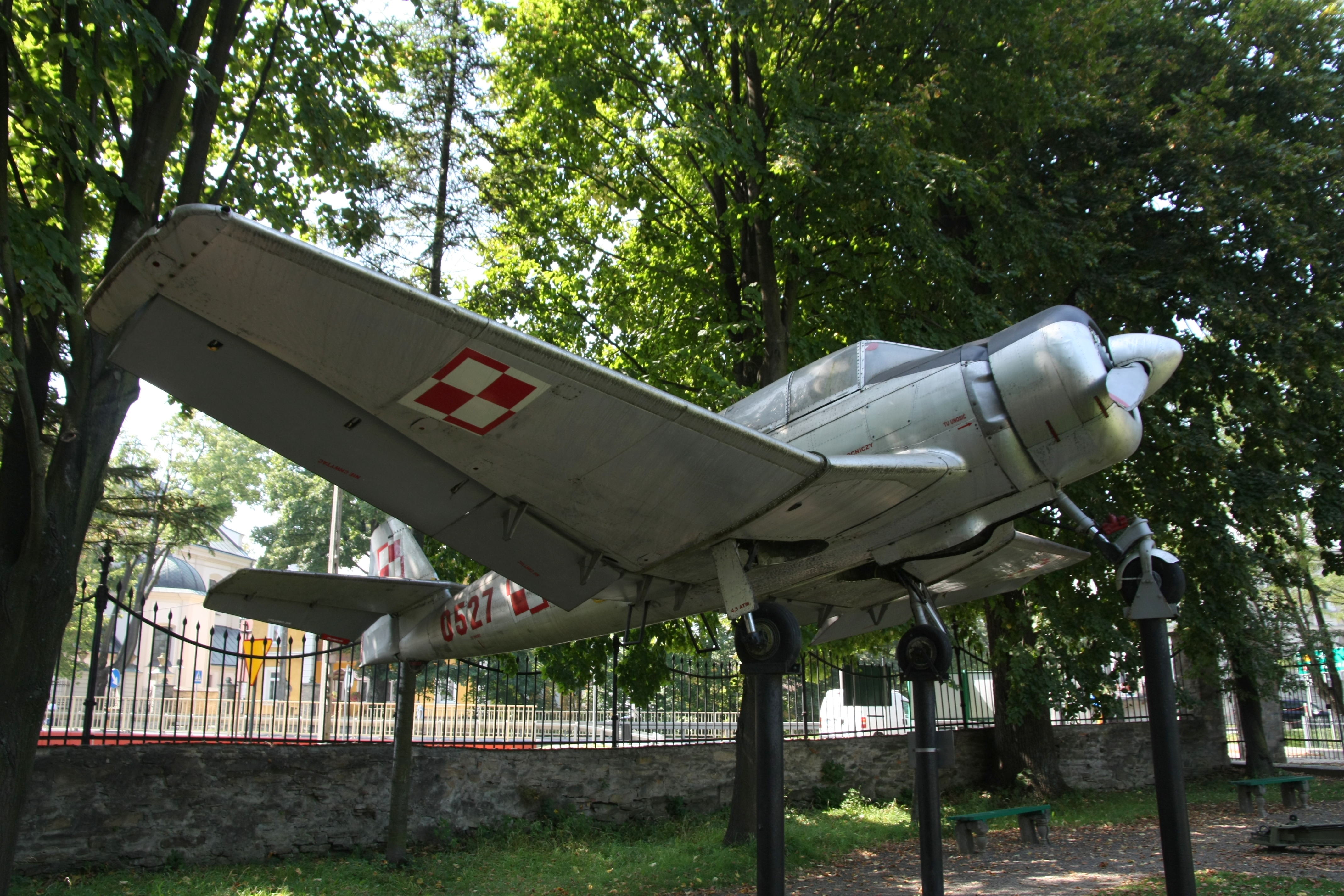
Egzemplarz samolotu TS-8 Bies w Muzeum Historycznym w Dukli

Historia samolotu TS-8 Bies sięga lat czterdziestych, kiedy mgr inż. Tadeusz Sołtyk w Lotniczych Warsztatach Doświadczalnych w Łodzi opracował projekt samolotu treningowego LWD Bies z silnikiem Argus As-10C o mocy 177 kW (240 KM). Z powodu pozbycia się krajowych zapasów tych poniemieckich silników i rozwiązania LWD projekt nie został zrealizowany. Po rozwiązaniu LWD część zespołu przeszła razem z inż. Sołtykiem do grupy konstrukcyjnej Centralnego Studium Samolotów w Warszawie. Tam powstała idea zbudowania samolotu szkolno-treningowego napędzanego nowym silnikiem, konstrukcji mgr inż. Wiktora Narkiewicza, WN-2 o mocy 206 kW (280 KM), którego prototyp wykonano w warsztatach CSS na Okęciu. Jednak pomysł ten nie doczekał się nawet formy projektu, gdyż wkrótce CSS zostało także rozwiązane. W 1952 w Instytucie Lotnictwa pod kierownictwem inż. Tadeusza Sołtyka powstało biuro płatowcowe, którego pierwszym zadaniem było opracowanie wersji rozwojowej samolotu Junak, nazwanej TS-7 Chwat, z dwukołowym wciąganym podwoziem. Wkrótce zmieniono założenia i temat ten przerwano, rozpoczynając przygotowawcze prace studyjne nad projektem metalowego samolotu szkolno-treningowego z trójkołowym podwoziem TS-8 Bies. Ponieważ praca nad konstrukcją musiałaby trwać dłuższy czas, zdecydowano, że szybciej można zaspokoić zapotrzebowanie na płatowiec trójkołowy, modyfikując doraźnie samolot Junak-2 – wyposażając go w podwozie z kołem przednim. W ten sposób powstał Junak-3 produkowany do 1956. Po zakończeniu prac nad Junakiem-3 w 1953 biuro konstrukcyjne w IL pod kierownictwem inż. T. Sołtyka rozpoczęło na dobre – zgodnie z nowymi założeniami, opracowywanie samolotu TS-8 Bies. Prace obejmujące konstrukcję samolotu, próby statyczne w Zakładzie Wytrzymałości pod kierownictwem inż. Tadeusza Chylińskiego dla których był zbudowany specjalny prototyp o numerze fabr. P.0. oraz budowę pierwszego prototypu (nr.fabr.P.1) w Zakładzie Produkcji Doświadczalnej Instytutu Lotnictwa trwały dwa lata.
Samolot został skonstruowany w oparciu o zapotrzebowanie na nowoczesny samolot szkolno-treningowy z trójkołowym podwoziem z kołem przednim, dla szkolenia pilotów samolotów odrzutowych, które w tym czasie stawały się podstawą lotnictwa polskiego. Miał on zastąpić przestarzałe samoloty Junak 3 ze stałym podwoziem i szybsze, lecz z podwoziem klasycznym Jak-11. Głównym projektantem był doc. inż. Tadeusz Sołtyk, stąd oznaczenie: „TS”. Prace rozpoczęły się w 1953 roku. Pierwszy prototyp został oblatany 23 lipca 1955 roku przez pilota doświadczalnego Andrzeja Abłamowicza. Początkowo samolot został dopuszczony do prób jako maszyna wojskowa z namalowaną szachownicą, później otrzymał znaki cywilne SP-GLF. W roku następnym zbudowano dwa kolejne prototypy o nr fabr. P.2 (SP-GLH) i nr fabr. P.3 (SP-GLG) oblatane kolejno 13 marca i 18 sierpnia 1956. W 1957 roku prototyp, pilotowany przez Andrzeja Abłamowicza, pobił trzy międzynarodowe rekordy (pułapu, szybkości, odległości) w tej klasie samolotów. Drugi prototyp został pokazany na paryskim Salonie Lotniczym w 1957 roku. W tym samym roku prototyp SP-GLH uległ poważnej awarii – podczas lotu nastąpiło tzw. „wybudowanie” silnika, ale pilot zdołał wylądować na lotnisku.
W 1957 roku wyprodukowano pierwszą serię informacyjną 10 samolotów w wytwórni WSK-Okęcie, oznaczoną TS-8 BI. Nieco ulepszony wariant seryjny, oznaczony TS-8 BII, był produkowany od 1958 do 1960 roku w WSK Mielec w liczbie 229 sztuk. Ostatnie 10 samolotów wyprodukowano w wariancie TS-8 BIII z nieco ulepszonym wyposażeniem awionicznym. Łącznie zbudowano 250 samolotów TS-8.
TS-8 zaczęły być wycofywane z polskiego lotnictwa wojskowego w połowie lat 60., w miarę zastępowania przez odrzutowe PZL TS-11 Iskra. Ponad 100 samolotów TS-8 zostało w tym czasie przekazanych do lotnictwa cywilnego – aeroklubów, gdzie służyły na ogół do końca lat 70. Nieliczne egzemplarze zostały przywrócone do sprawności technicznej i są zdatne do lotu.
Dwa TS-8 były używane w Indonezji.
TS-8 miał dobre własności pilotażowe i osiągi, dobrze wykonywał figury akrobacji. Przeznaczony był do szkolenia podstawowego, szkolenia i treningu w akrobacji i w lotach bez widoczności. Kabina załogi była obszerna i wygodna. Jedną z wad był hałas zespołu napędowego. TS-8 Bies był drugim po motoszybowcu „Pegaz” samolotem polskiej konstrukcji z polskim silnikiem zbudowanym po wojnie, jednocześnie pierwszym po wojnie naprawdę nowoczesnym całkowicie metalowym samolotem zaprojektowanym i budowanym w Polsce. Samolot zasłynął też ze szczęśliwego lądowania po wyrwaniu się w locie silnika WN-3 (pilot inż. Ludwik Natkaniec).

## Opis techniczny

Silnik WN-3 eksponowany w MLP w Krakowie

Samolot szkolno-treningowy konstrukcji całkowicie metalowej, wolnonośny dolnopłat z podwoziem chowanym z kołem przednim. Kadłub i skrzydło konstrukcji półskorupowej, skrzydło trójdzielne, w widoku z przodu załamane w spłaszczoną literę w. Silnik gwiazdowy WN-3, 7-cylindrowy, konstrukcji doc. Wiktora Narkiewicza, śmigło ciągnące, dwułopatowe przestawialne (od wersji TS-8 BII). Podwozie trójkołowe, wciągane do skrzydeł i kadłuba.
Samolot nie miał uzbrojenia z wyjątkiem serii informacyjnej TS-8 BI, posiadającej karabin maszynowy 12,7 mm i dwa zaczepy na bomby ćwiczebne.

## Zachowane egzemplarze

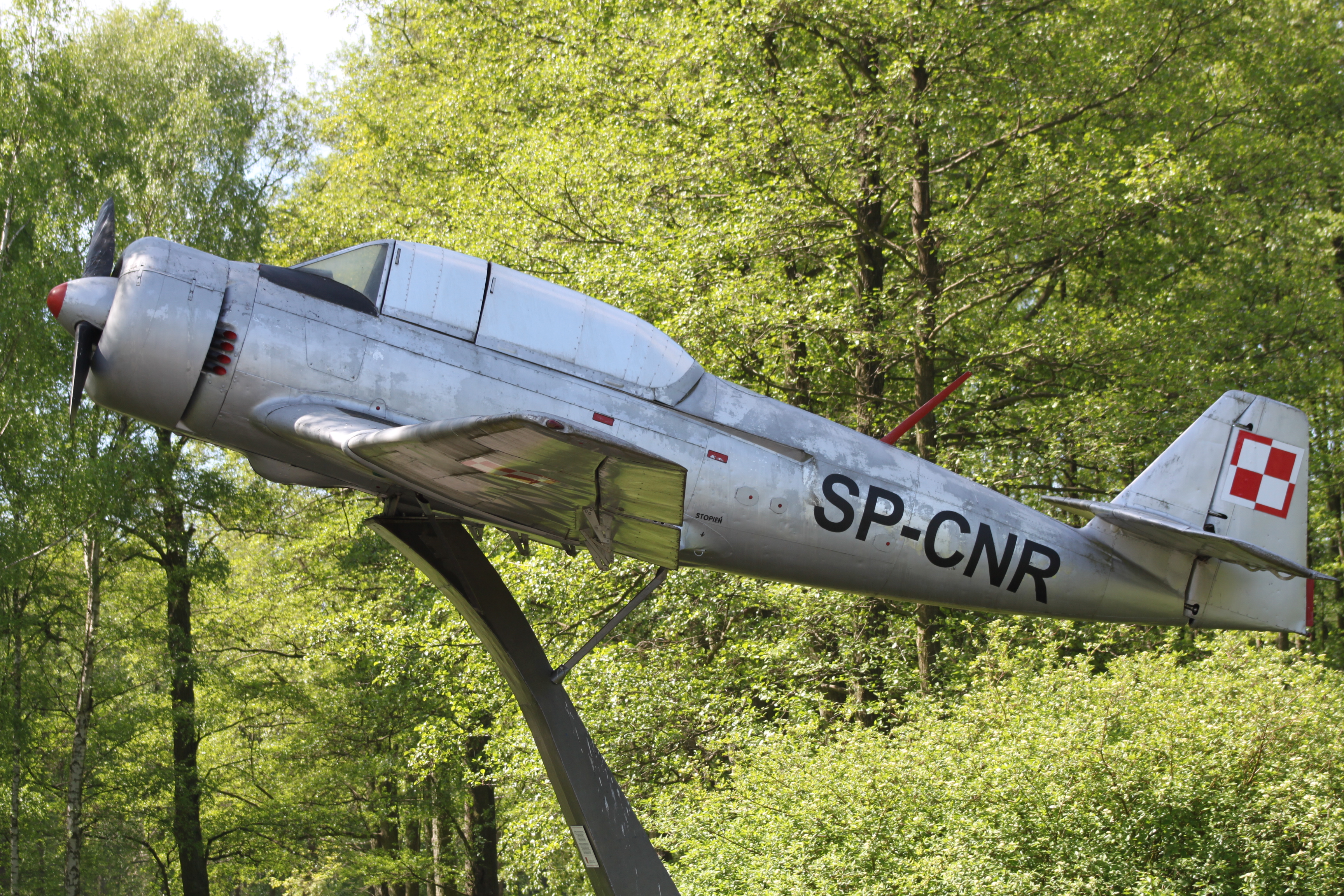
Samolot 1E0528 w Parku Feliksa w Nowym Tomyślu

- Muzeum Polskiej Techniki Wojskowej w Warszawie TS-8 Bies nr boczny 0409, nr seryjny 1E0409[2],
- Samolot 1E0627 (0627) znajduje się na terenie Szkoły Podstawowej nr 2 im. Lotnictwa Polskiego w Witkowie jako pomnik patrona[3],
- Samolot 1E0528 znajduje się w Parku Feliksa w Nowym Tomyślu. Został sprowadzony w 1975 roku. Jak głosiła ówcześnie znajdująca się na nim tabliczka samolot ufundowano „Z inicjatywy Frontu Jedności Narodu przy wydatnej pomocy jednostki Wojsk Lotniczych, Aeroklubu Poznańskiego, Nowotomyskiego Przedsiębiorstwa Przemysłu Terenowego i Fabryki Narzędzi Chirurgicznych Społeczeństwu Nowego Tomyśla w XXXII rocznicę powstania Ludowego Wojska Polskiego 12 XII 1975r”[4],
- Samolot T-8 Bies o nr bocznym 0527 znajduje się w Muzeum Historycznym w Dukli[5].
- Samolot T-8 Bies o nr bocznym 0519 znajduje się w Pińczowie.
- Odrestaurowany samolot TS-8 Bies o nr bocznym 0929 i rejestracji SP-YBX znajduje się w dyspozycji i pod opieką Aeroklubu Elbląskiego[6].
- Samolot T-8 Bies o nr bocznym 0916 znajduje się na terenie Zespołu Szkół w Gorzycach im. por. Józefa Sarny